# Francesco De Sanctis (arquitecto)

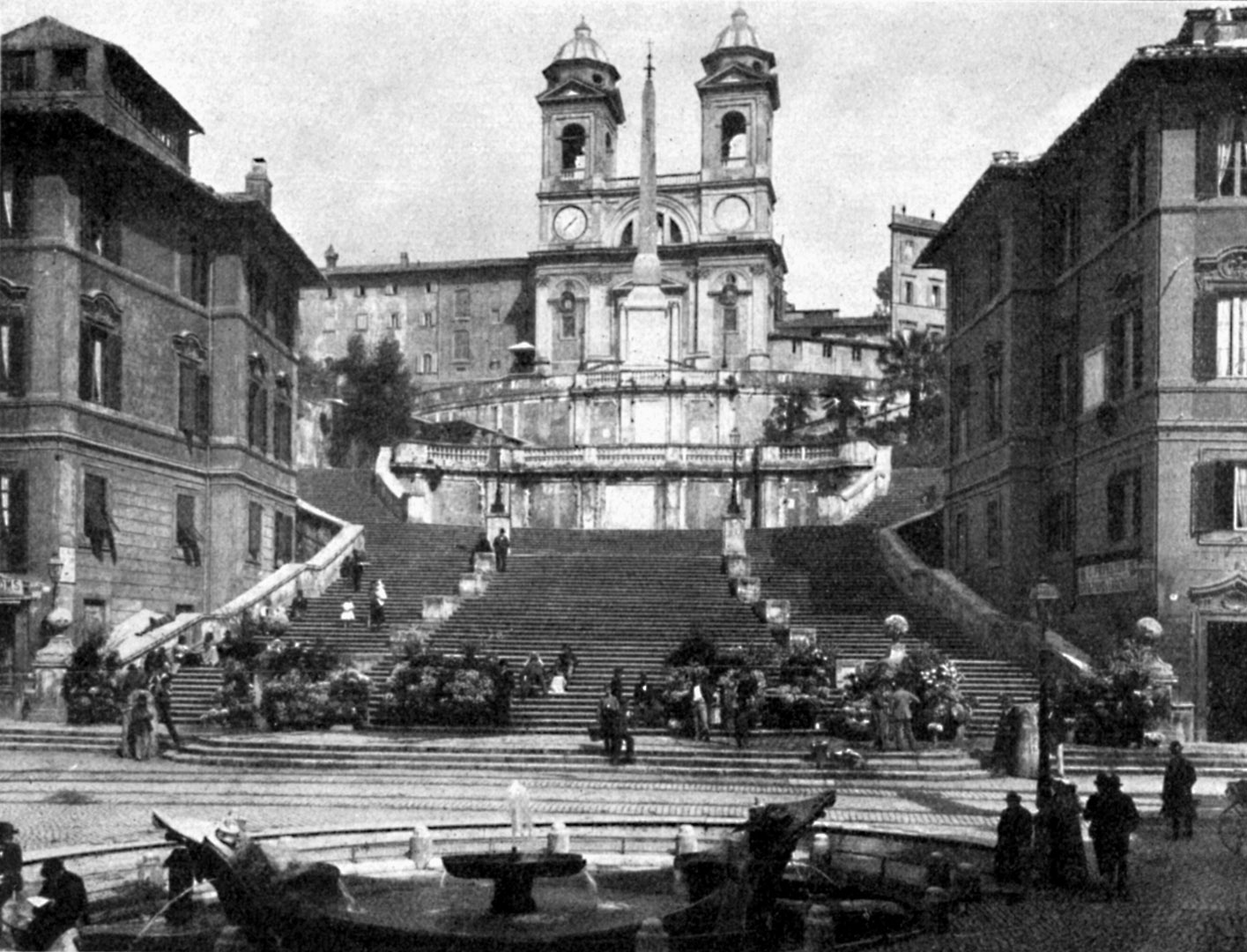
Escalinata de la Plaza de España de Roma, obra de Francesco De Sanctis y Alessandro Specchi (1723-1726).

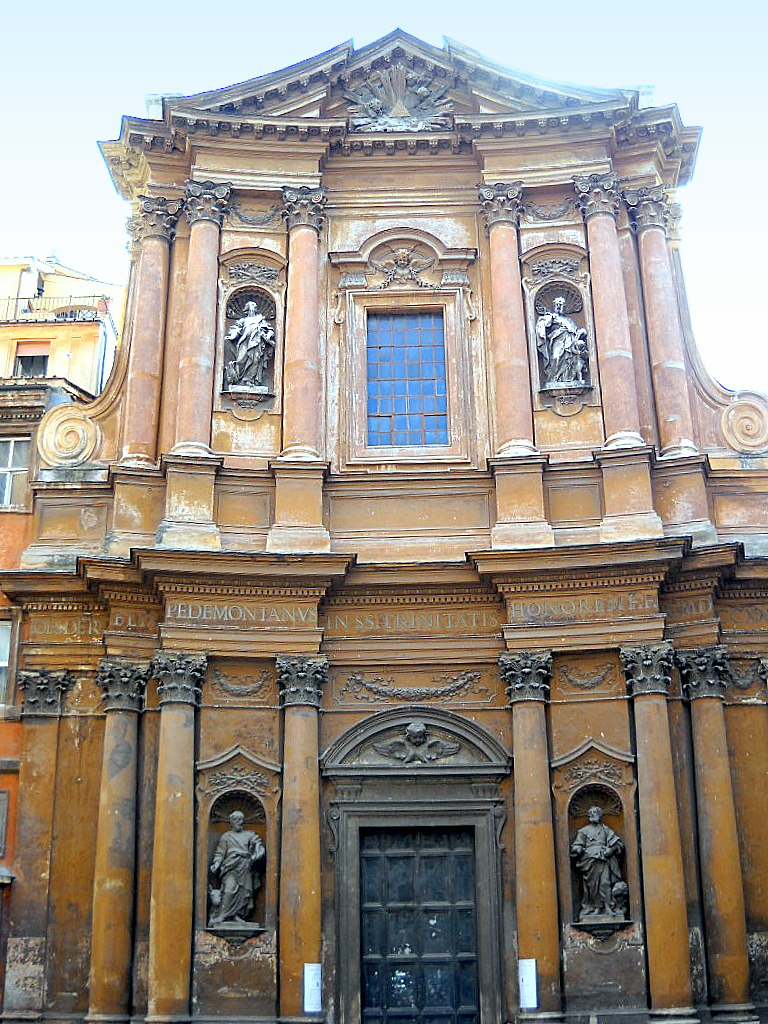
Fachada principal de la iglesia de la SS. Trinità dei Pellegrini de Roma, obra de Francesco De Sanctis (1723).

Francesco De Sanctis (Roma, 1679 - 1731) fue un arquitecto tardobarroco italiano, conocido principalmente por dos obras romanas: la escalinata de la Plaza de España (1723-1726) y la fachada de la iglesia de la Santissima Trinità dei Pellegrini (1723). De Sanctis influyó mucho en el arquitecto siciliano Giovanni Battista Vaccarini.

## Escalinata de la Plaza de España
Construida en colaboración con Alessandro Specchi, salva el gran desnivel del monte Pincio existente entre la iglesia de la 
Trinità dei Monti y la plaza, donde se levanta el Palazzo di Spagna, sede de la embajada española ante la Santa Sede. Se construyó entre 1723 y 1726 y fue inaugurada por el papa Benedicto XIII. Es una escalinata de gran efecto escenográfico en la que, sin embargo, faltan algunos de los elementos que se requirieron expresamente a De Sanctis, como fuentes en los rellanos o dos hileras de árboles que debían haber flanqueado la escalera.

## Fachada de la iglesia de la Santissima Trinità dei Pellegrini
Se trata de una elegante fachada levantada en 1723, tomando como inspiración la de la iglesia de San Marcello al Corso, obra de Carlo Fontana.